# Парвулкі
Парвулкі (пол. Parwółki, нім. Parwolken) — село в Польщі, у гміні Ґетшвалд Ольштинського повіту Вармінсько-Мазурського воєводства.
Населення — 42 особи (2011).

## Демографія
Демографічна структура станом на 31 березня 2011 року:
|          | Загалом | Допрацездатний вік | Працездатний вік | Постпрацездатний вік |
| -------- | ------- | ------------------ | ---------------- | -------------------- |
| Чоловіки | 25      | 11                 | 11               | 3                    |
| Жінки    | 17      | 4                  | 8                | 5                    |
| Разом    | 42      | 15                 | 19               | 8                    |